# Nikolaos Mandzaros
Nikolaos Mandzaros, gr. Νικόλαος Μάντζαρος (ur. 15 października?/26 października 1795 na Korfu, zm. 18 marca?/30 marca 1872 tamże) – grecki kompozytor.

## Życiorys
Pochodził z bogatej rodziny prawniczej. Początkowo kształcił się na rodzinnym Korfu, następnie w latach 1825–1827 studiował u Nicoli Antonia Zingarellego w Neapolu. Po powrocie na Korfu działał jako organizator życia muzycznego. Założył towarzystwo filharmoniczne, pisał podręczniki i traktaty z dziedziny muzyki. Zbierał także pieśni ludowe z Korfu. Nie pobierał opłat od swoich uczniów, a najuboższych wspomagał finansowo. Do grona jego wychowanków należał Spiridon Ksindas.
W swojej twórczości nawiązywał do muzyki włoskiej, którą łączył z elementami greckiego folkloru muzycznego i tradycją muzyczną Bizancjum. Tworzył utwory instrumentalne, muzykę chóralną i pieśni, m.in. 24 uwertury, 3 msze, Te Deum. Napisał muzykę do wiersza Dionisiosa Solomosa Imnos is tin Elefterian na 4 głosy i fortepian. 24 początkowe takty tego utworu zostały przyjęte w 1864 roku jako hymn narodowy Grecji.
Był dwukrotnie odznaczany Orderem Zbawiciela – Krzyż Srebrny otrzymał w 1845, a Krzyż Złoty w 1865.